# Zalesie (gmina Sadowne)
Zalesie – wieś położona w gminie Sadowne w województwie mazowieckim w powiecie węgrowskim, w gminie Sadowne. Ma status sołectwa.
Wieś zajmuje powierzchnię 427 ha, z czego 127 ha to grunty orne, 175 ha – łąki, 72 ha – pastwiska, a 11 ha – lasy.
W latach 1975–1998 miejscowość należała administracyjnie do województwa siedleckiego.
| SIMC    | Nazwa | Rodzaj    |
| ------- | ----- | --------- |
| 0686144 | Suć   | część wsi |

| Wyszczególnienie | 1944 | 1950 | 1967 | 1990 | 2002 |
| ---------------- | ---- | ---- | ---- | ---- | ---- |
| Mieszkańcy       | 195  | 299  | 255  | 204  | 199  |
| Domy             | 79   | bd   | 65   | bd   | bd   |

Wierni kościoła rzymskokatolickiego należą do parafii św. Jana Chrzciciela w Sadownem.

## Historia
Zalesie jest najmłodszą wsią w gminie. Wcześniej osada ta stanowiła część Rażen jako Rażny-Zalesie. Wschodnia część wsi nazywana jest przez mieszkańców Podborzem. W północnej części tzw. Suć, dawniej nazywana Budami Rażnieńskimi. Znajduje się ona zaledwie 100 m od Bugu. W zapiskach kościelnych najpierw pojawiła się nazwa Podborze (1836), a dopiero później – Zalesie. Za wsią znajduje się rozległe starorzecze Bugu. Dalej, na zbiorniku wodnym zwanym jeziorem Ławki, żyją łabędzie i dzikie kaczki. Teren ten od dawna zalewany przez powodzie. Po wielkiej powodzi w 1979, wzdłuż Bugu usypano wysokie wały.

## Ochotnicza Straż Pożarna
Ochotnicza Straż Pożarna Zalesie powstała w 1947. Inicjatorami byli: Jan Kania, Wacław Decyk, Stefan Puścion, Franciszek Gałązka, Roman Robak, Rafał Koroś (pierwszy prezes) i Stefan Dąbrowski (pierwszy naczelnik). Grunt pod remizę przekazał nieodpłatnie Jan Kania. Trzy lata po powstaniu, jednostka mogła szczycić się już własną siedzibą, powstałą w czynie społecznym.
Do najważniejszych działań druhowie zaliczają gaszenie pożaru lasu w Złotkach w 2000. W 2010 ochotnicy z Zalesia pomagali powodzianom w Kozienicach, w rok później usuwali skutki wichury na terenie gminy Sadowne. Starsi druhowie pamiętają także o udziale w akcjach powodziowych w latach 80.
Jesienią w 2017 strażaków z Zalesia dotknęła tragedia w postaci pożaru drewnianej świetlicy.
W 2021 strażacy, dzięki wsparciu Gminny Sadowne oraz Urzędu Marszałkowskiego Województwa Mazowieckiego wyremontowali garaż, który służy również jako miejsce spotkań mieszkańców Zalesia oraz Koła Gospodyń Wiejskich "Zalesianeczki" w Zalesiu. Jednostka OSP Zalesie bierze czynny udział nie tylko w akcjach gaśniczych ale także w zawodach sportowo pożarniczych i turnieju piłki halowej. Od 2022 roku OSP Zalesie zajmuje pierwsze miejsce w gminnych zawodach sportowo pożarniczych, a w roku 2022 i 2024 zajęli drugie miejsce w powiatowych zawodach sportowo pożarniczych. W 2024 roku jednostka powołała kobiecą drużynę pożarniczą i w tym samym roku zostały mistrzyniami powiatu węgrowskiego w zawodach sportowo pożarniczych. W roku 2025 decyzją Zarządu Gminnego ZOSP RP w Sadownem jednostka otrzymała nowy wóz bojowy marki STAR-MAN z 2005 roku, który do tej pory służył w OSP Sadowne. Jednostka zrzesza w swoich szeregach mieszkańców Zalesia, ale także sąsiednich miejscowości: Zarzetki, Grabiny i Ociętego.

kapliczka św. Jana Nepomucena w Zalesiu

## Inne
Figura św. Jana Nepomucena powstała w II połowie XVIII wieku. Zgodnie z miejscową legendą, Nepomucen kilkakrotnie podczas powodzi przemierzał drogę od Sadownego do Zalesia. Gdy tylko ludzie przenosili figurę pod kościół w Sadownem, woda ponownie ją zabierała i Nepomucen wracał na swoje miejsce. Działo się tak kilkakrotnie. Wśród miejscowych istnieje powiedzenie Odsunął się jak Nepomucen od Sadownego, co oznacza zerwanie z kimś kontaktów.